# Philippe de Cabassole

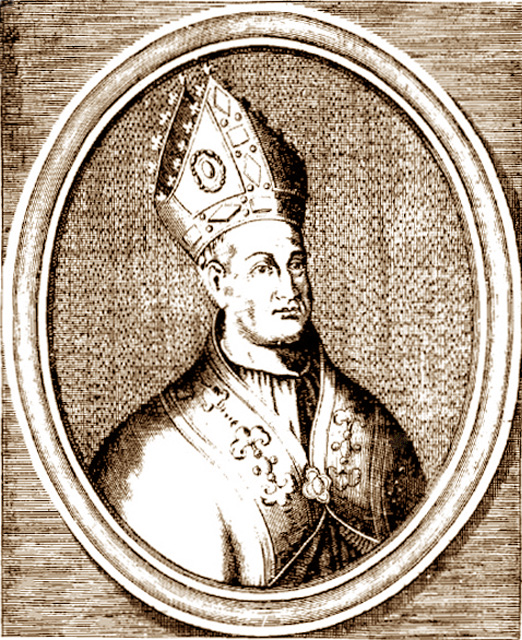
Philippe de Cabassole

Philippe de Cabassole (* 1305 in Cavaillon; † 27. August 1372 in Perugia) war ein französischer römisch-katholischer Geistlicher, Lateinischer Patriarch von Jerusalem und Kardinal.

## Leben

### Herkunft und frühe Jahre
Er war der Sohn des Adeligen Isnard de Cabassole, der 1316 Vizekönig in Arles wurde, und dessen Ehefrau Beatrice. Philippe studierte weltliches Recht in Orléans und hatte am 3. Oktober 1332 bereits das Lizenziat erhalten, als Johannes XXII. ihn von dem Eid entband, nirgendwo anders als an der Universität Orléans zu lehren. Seine kirchliche Laufbahn wurde maßgeblich von Johannes XXII. gefördert, der ihm zahlreiche Ämter und Präbenden zukommen ließ, so etwa die Ernennung zum Domherren mit der Erwartung einer Pfründe (später Kirche St. Michel) in Cavaillon bereits am 23. November 1316, ein Kanonikat mit Pfründe in Apt am 31. Juli 1324; am 26. August 1330 die Erzdiakonie von Cavaillon mit der Pfarrkirche von Taillades als Pfründe und schließlich die Propstei von Cavaillon mit der Pfarrkirche von Robion in praebendam am 18. September 1331.

### Bischof und Kardinal
Papst Johannes XXII. ernannte ihn am 17. August 1334 zum Bischof von Cavaillon und zugleich zum Lateinischen Patriarchen von Jerusalem. Philippe de Cabassole residierte in seiner Geburtsstadt, so oft es seine anderen Aufgaben erlaubten.
Im Konsistorium vom 22. September 1368 erhob Papst Urban V. ihn zum Kardinal und ernannte ihn zum Kardinalpriester von Santi Marcellino e Pietro. Am 4. Juni 1369 trat er in die päpstliche Kurie in Avignon ein. Von Papst Urban V. wurde er zum Generalvikar und Gouverneur von Avignon während der Abwesenheit des Papstes ernannt. Am 31. Mai 1370 wurde er zum Kardinalbischof erhoben und erhielt den suburbikarischen Bischofssitz von Sabina. Er nahm am Konklave 1370 teil, bei dem Papst Gregor XI. gewählt wurde.
Er starb während einer Gesandtschaft als Legat in Umbrien, der Toskana, Campagna und Sabina. Beigesetzt wurde er im Kartäuserkloster Bon-Pas in der Nähe von Avignon. Im Oktober 1926 wurde ihm zu Ehren am Place de l'Evêché in Cavaillon in den Ruinen des Bischofspalastes eine Gedenktafel angebracht.

## Wirken
Cabassoles Freundschaft mit Francesco Petrarca reichte bis in die letzten Monate des Jahres 1337 zurück, als dieser sich in das Valchiusa unweit der bischöflichen Burg als Zuflucht zurückgezogen hatte. Petrarca widmete Cabassole später De vita solitaria, und zwischen den beiden entwickelte sich ein reger Briefwechsel. Petrarca überlieferte auch, dass Cabassole im Jahr 1338 durch den Tod eines seiner Brüder in eine seelische Krise geriet.
Philippe de Cabassole besaß offenbar das Vertrauen des Königs von Neapel Robert d’Anjou, wenn dieser ihn mit seinem Testament vom 16. Januar 1343 nach Neapel in den Regentschaftsrat für die junge Königin Johanna I. berief und ihn mit der wichtigen Position eines Vizekanzlers betraute. Zu jener Zeit lebten zahlreiche Bürger von Cavaillon am Königshof, und einige von Cabassoles Brüdern bekleideten dort Ämter. In Neapel angekommen, vertrat Cabassole offenbar eine gemäßigte Position, die dem Papst im Wesentlichen zugutekam; am 15. November 1343 wurde er zum Kanzler ernannt.
Sein Einfluss war jedoch nicht groß genug, um es Petrarca zu ermöglichen, die ihm von Clemens VI. im Oktober 1343 anvertraute Mission erfolgreich zu erfüllen, die darauf abzielte, die Rechte der Kirche zu verteidigen. Im Jahr 1344 gehörte er dem Rat des Kardinalslegaten Aymeric de Chalus an, obwohl er sich gemeinsam mit der Königin gegen die päpstliche Initiative zur Ernennung eines Legaten ausgesprochen hatte. Am 20. Mai 1345 wurde ihm das Amt des Kanzlers von Johanna bestätigt, die als Zeichen der Unabhängigkeit ihre hohen Beamten persönlich ernennen wollte.
Am 26. Dezember 1345 taufte Philippe de Cabassole den am Tag zuvor geborenen Sohn der Königin und ihres Ehemannes Andreas von Ungarn, Karl Martell. Doch die vom Papst mehrfach begründete Verlängerung seines Aufenthalts verärgerte jedoch Königin Johanna, die ihn schließlich aus dem Amt des Kanzlers entließ, wahrscheinlich auf Betreiben ihres neuen Mannes Ludwig von Tarent. Clemens VI. wollte de Cabassole in seiner Nähe wissen, um den Frieden zwischen Odo IV., Herzog von Burgund, und Jean de Chalon und später zwischen den Gemeinden der Provence und Marseille wiederherzustellen. Clemens VI. hielt ihn für den „Engel des Friedens“ und beauftragte ihn außerdem, einen Streit zwischen den Grafen von Savoyen und Genf und der Kirche beizulegen und später gegen den Grafen Amadeus von Genf vorzugehen.